# Canton de Neuilly-sur-Seine-Sud
Le canton de Neuilly-sur-Seine-Sud est une ancienne division administrative française située dans le département des Hauts-de-Seine et la région Île-de-France.

## Conseiller général
| Période | Période | Identité           | Étiquette    | Qualité |
| ------- | ------- | ------------------ | ------------ | --- |
| 1967    | 1970    | Robert Parenty     | CD           | Inspecteur (Caisse Nationale des Marchés de l'Etat) Sénateur (1975-1977) |
| 1970    | 1976    | Achille Peretti    | UDR          | Avocat Ancien conseiller général du Canton d'Ajaccio-1 (1945-1951) Maire de Neuilly-sur-Seine (1947-1983) Député (1958-1977) Président de l'Assemblée Nationale (1969-1973) |
| 1976    | 2008    | Louis-Charles Bary | UDF puis UMP | Chef d'entreprise Adjoint au maire (1969-2002) puis maire (2002-2008) de Neuilly-sur-Seine                                                                                  |
| 2008    | 2015    | Jean Sarkozy       | UMP          | Enseignant, juriste |

## Composition
Le canton de Neuilly-sur-Seine-Sud recouvrait le sud de la commune de Neuilly-sur-Seine. Le nord constituait le canton de Neuilly-sur-Seine-Nord.
| Communes                           | Population (2012) | Code postal | Code Insee |
| ---------------------------------- | ----------------- | ----------- | ---------- |
| Neuilly-sur-Seine, commune entière | 60 341            | 92200       | 92051      |

## Démographie
| 1968 | 1975 | 1982 | 1990   | 1999   | 2006   | 2011   | 2012   |
| ---- | ---- | ---- | ------ | ------ | ------ | ------ | ------ |
| -    | -    | -    | 27 803 | 27 244 | 28 457 | 28 211 | 27 965 |

## Pour approfondir